# Sancta Crux

Vydání z roku 1986, na něm znak kláštera Heiligenkreuz

Sancta Crux – Zeitschrift des Stiftes Heiligenkreuz je ročenka cisterciáckého opatství v dolnorakouském Heiligenkreuzu, vycházející od roku 1926. Název časopisu znamená latinsky Svatý Kříž, tedy německy Heiligenkreuz. Současným šéfredaktorem je pater Moses Hamm O.Cist.

## Historie
Časopis začal být vydáván v roce 1926 z iniciativy mladých kleriků heiligenkreuzského kláštera, a původně šlo o několikastránkovou brožuru, vycházející v nepravidelných intervalech. Obsahovala zprávy ze života v klášteře, příspěvky k jeho historii, cisterciáckou hagiografii nebo básnické texty. "Cílovou skupinou" časopisu byli mladí cisterciáčtí klerici. 
Ročníky 1926-1933 dokumentují velký zájem mnichů o monastickou tradici. V této době časopis silně podporoval tehdejší heiligenkreuzský opat Gregor Pöck. V letech 1939-1949 časopis vůbec nevycházel. Po obnovení vydávání v roce 1949 se časopis poněkud přeorientoval. Obsahoval zprávy nejen z kláštera ale i z inkorporovaných farností, přinášel duchovní texty a inspirace pro modlitbu. Dnes je velice cenným pramenem k historii Heiligenkreuzu.